# In This Room
『In This Room』（イン・ディス・ルーム）はゴスペラーズ51枚目のシングル。2018年7月4日にキューンミュージックから発売された。

## 解説
「永遠に」をプロデュースしたパトリック“ジェイ キュー”スミスとタッグを組んだ楽曲。カップリング曲「Seven Seas Journey」は、映画『母さんがどんなに僕を嫌いでも』の主題歌。
初回生産限定盤と通常盤の2形態で発売。初回生産限定盤は、シリーズ第5弾・最終回「私がゴスペラーズじゃなかったら 〜安岡優編〜」のDVDが付属。

## 収録曲
1. In This Room [4:06]
  - 作詞・作曲：Patrick"J.Que "Smith、Dewain Whitmore Jr.、Chaz Jackson、Orlando Williams、安岡優
2. Seven Seas Journey [4:42]
  - 作詞・作曲：安岡優／編曲：堀向彦輝